# Mauri Nyberg-Noroma
Mauri Nyberg-Noroma (Vyborg, 31 gennaio 1908 – 23 dicembre 1939) è stato un ginnasta finlandese.

## Palmarès

### Olimpiadi
- Bronzo a Los Angeles 1932 nel concorso a squadre.
- Bronzo a Berlino 1936 nel concorso a squadre.